# Grevillea parvula
Grevillea parvula är en tvåhjärtbladig växtart som beskrevs av W. Molyneux & V. Stajsic. Grevillea parvula ingår i släktet Grevillea och familjen Proteaceae. Inga underarter finns listade i Catalogue of Life.